# بان‌پو
بان‌پو (انگلیسی: Banpu) شرکت انرژی تایلندی است، که در سال ۱۹۸۳ تأسیس شد.